# Séneçon des rochers
Espèce
Senecio rupestris est une espèce de la famille des Asteraceae.

## Systématique
Le nom correct complet (avec auteur) de ce taxon est Senecio rupestris Waldst. & Kit..
Ce taxon porte en français le nom vernaculaire ou nom normalisé suivant : Séneçon des rochers,.
Senecio rupestris a pour synonymes :
- Jacobaea lanuginosa C.Presl
- Jacobaea nebrodensis Raf.
- Senecio laciniatus Bertol.
- Senecio montanus Hoppe
- Senecio montanus Hoppe ex Nyman
- Senecio montanus Willd.
- Senecio multangularis Tausch
- Senecio nebrodensis subsp. rupestris (Waldst. & Kit.) Fiori
- Senecio nebrodensis subsp. rupestris (Waldst. & Kit.) Hayek, 1931
- Senecio nebrodensis var. rupestris (Waldst. & Kit.) Fiori
- Senecio paradoxus Hoppe
- Senecio paradoxus Hoppe ex Willd.
- Senecio rupestris f. rupestris
- Senecio rupestris var. discoideus Gaudin
- Senecio rupestris var. rupestris
- Senecio squalidus subsp. rupestris (Waldst. & Kit.) Greuter
- Senecio squalidus subsp. rupestris (Waldst. & Kit.) P.D.Sell, 2006
- Senecio squalidus var. rupestris (Waldst. & Kit.) P.D.Sell